# Most w Schengen
Most w Schengen – graniczny most drogowy nad rzeką Mozelą, łączący Schengen (po stronie luksemburskiej) i Perl (w Niemczech). Na moście łączy się luksemburska droga N10 i niemiecka droga B407. Droga biegnąca przez most posiada po jednym pasie ruchu w każdą stronę, po obu stronach mostu znajdują się również chodniki. Niedaleko mostu znajduje się trójstyk granic Francji, Luksemburga i Niemiec. Most został wybudowany w latach 1908–1909; wysadzono go w 1939 roku i odbudowano w roku 1959.
Most w Schengen został wybudowany w latach 1908–1909 przez firmę Paul Würth & Cie. Był to wówczas 150-metrowy stalowy, trzyprzęsłowy most (o długości przęseł kolejno: 40 m, 70 m i 40 m). Przed otwarciem mostu w tym miejscu kursował prom. Na początku II wojny światowej, 15 września 1939 roku most został wysadzony. Nowy most oddano do użytku 20 lat później, w 1959 roku.